# 取得原価主義
取得原価主義（しゅとくげんかしゅぎ、英: acquisition cost basis、historical cost convention）とは、資産の評価基準として、資産を取得した原価を基準として採用する会計手法である。資産の評価基準として、資産の取得原価を採用する会計手法であり、時価主義と対極の会計手法とされる。

## 沿革
これまで広く取得原価主義が採用されていた理由は「分配可能利益（株主への配当に回す利益）の算定に適している」からであるとされていた。時価主義では利益に評価益が含まれるため、実際には実現していない利益を配当してしまう可能性がある。最近のアメリカ合衆国で大規模な倒産を起こしたエンロンは利益が実際に実現していない取引契約を時価主義を適用して（架空の）利益を算出し、契約が終了し損失、あるいは評価額以下の利益しか出なかった場合の差額は子会社（当時の同国会計法では6%の株が部外者に所有されている場合は子会社とみなされず連結決算しなくてよいという抜け道が存在した）に隠蔽するという会計により財務内容を隠していた。一般にはあまり知られていないがエンロンは当時のアメリカの会計基準を一切違反しなかった。
ただしこのような問題点は利益の内容を明示し、実現していない利益は配当に回せないとの取り決めさえあれば簡単に回避できる。国際会計基準であるIFRSではこのような分別が実際に義務化されている。最近ではデリバティブなどの金融商品の活用が普及してきているが、これらの商品は取得原価主義においてはゼロと記載される。このため取得原価主義下の会計では膨大な含み益・損の存在が隠匿される可能性がさらに拡大している。実際に悪化した財務内容を公開したくない企業側が取得原価主義を擁護することが多いのもこのためである。
取得原価主義では資産に含み益が含まれるため、会社の正確な財政状態が財務諸表に反映出来なくなる。含み損が出た場合は3つのケースが考えられる。有価証券と棚卸資産の評価に原価法を採用していれば、基本的には取得した原価で評価できる。原価法ではなく低価法を採用していれば帳簿価額と時価のいずれか低い価額で評価する。ただ、原価法でも、「資産価値の低下が著しく、回復の可能性がない」場合は「強制評価減」を行ないなければならない。ただ、回復の可能性があるとすれば強制評価減を回避できるという問題がある。
- 低価法　・・・　帳簿価額と時価のいずれか低い価額
- 原価法　
  - ふつうは　　・・・　取得した原価
  - 強制評価減　・・・　時価

上記のように、会計処理方法の選択が可能なのは、複数の企業間での比較に不便であり、恣意的な会計報告の余地がある。
また、貨幣が安定している必要があり、急激なインフレーション等が起きている状況下で用いるのには適さない。
棚卸資産については「棚卸資産の評価に関する会計基準」の適用で遅くとも2008年4月1日以降の事業年度からトレーディング目的で保有する棚卸資産は市場価格で評価し、通常の販売目的で保有する棚卸資産は低価法によって評価し収益性が低下した場合は正味売却価額まで再評価しなければならない。